# Франсюм
Франсюм (нід. Fransum) — селище в нідерландській провінції Гронінген. Входить до муніципалітету Вестерквартір.
Перша згадка про населений пункт датується 1285 роком.

## Галерея

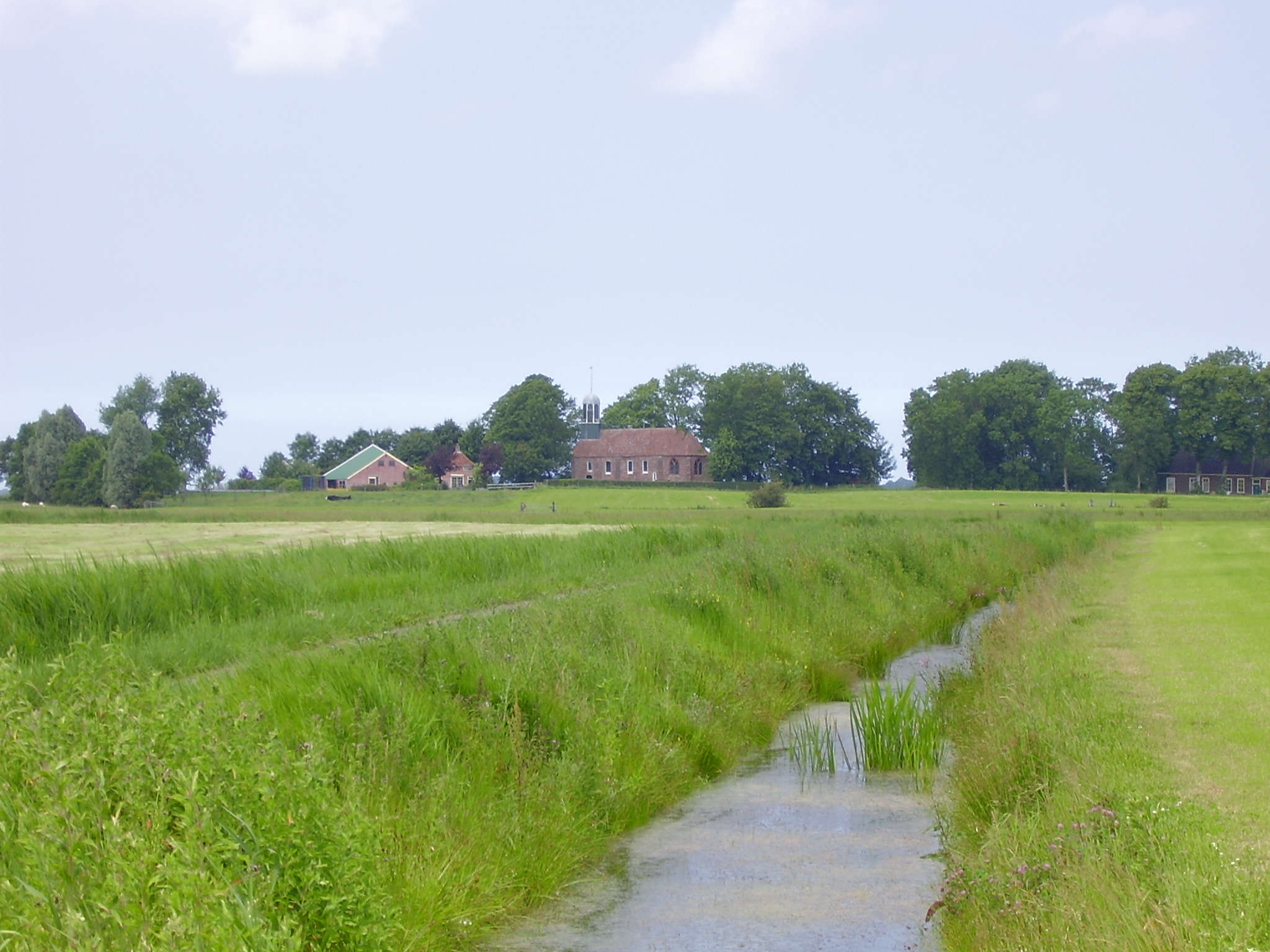
Панорама селища
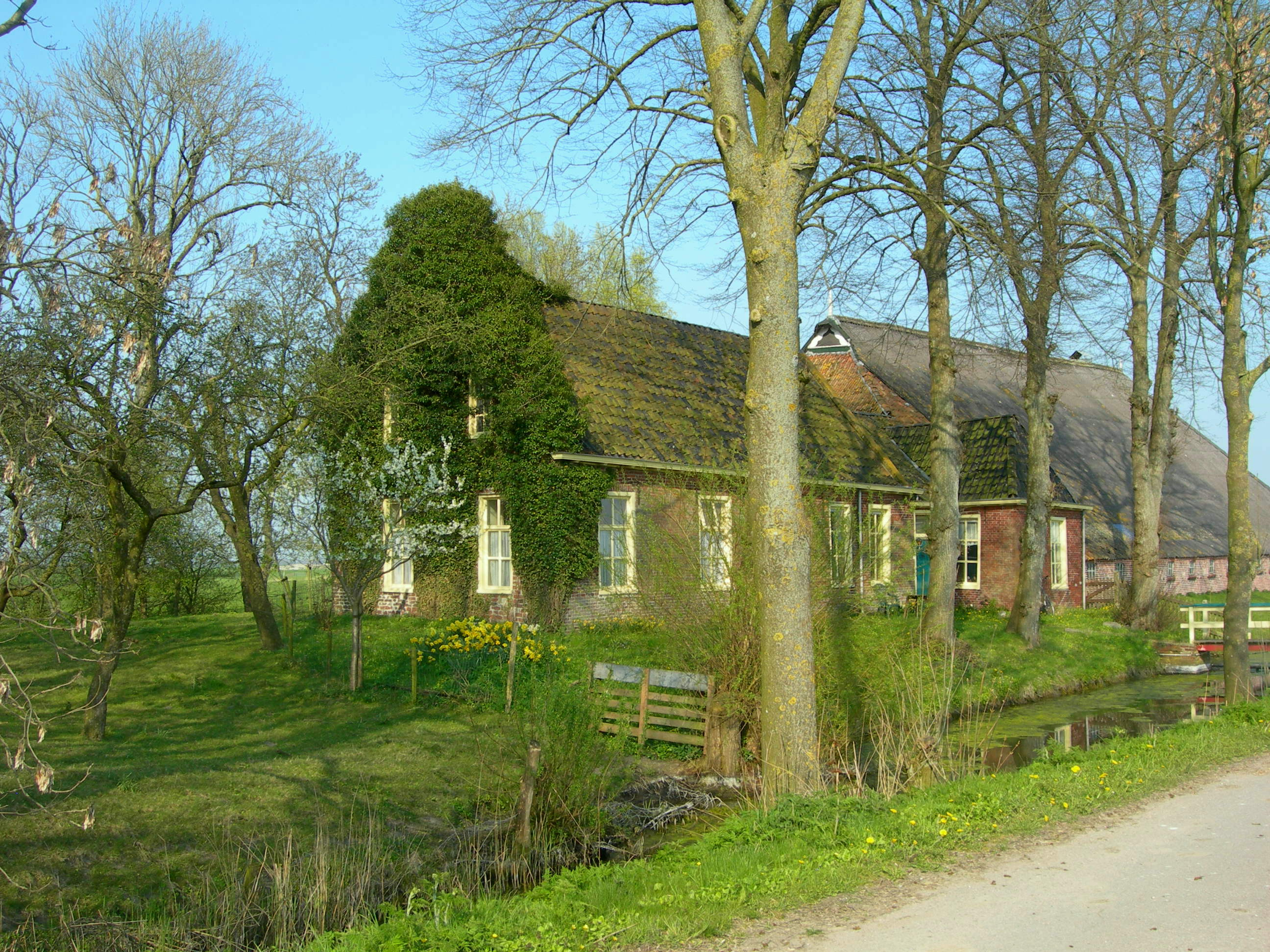
Ферма у селищі